# Новороменка
Новороменка (каз. Новороменка) — упраздненное село в Шортандинском районе Акмолинской области Казахстана. Ликвидировано в 2006 г. Входило в состав Андреевского сельского округа. 

## География
Село располагалось на берегу озера Балыктыколь, в западной части района, на расстоянии примерно 55 километров (по прямой) к западу от административного центра района — посёлка Шортанды, в 15 километрах к западу от административного центра сельского округа — села Андреевка.
Абсолютная высота — 309 метров над уровнем моря.
Ближайшие населённые пункты: село Камышенка — на северо-западе (через озеро), село Октябрьское — на востоке.

## Население
В 1989 году население села составляло 286 человек (из них украинцы — 32%, немцы — 25%).
В 1999 году население села составляло 159 человек (77 мужчин и 82 женщины).
| Численность населения | Численность населения |
| 1989                  | 1999                  |
| --------------------- | --------------------- |
| 286                   | ↘159                  |